# حي الجراجمة (حماة)
حي الجراجمة أحد أقدم أحياء مدينة حماة يقع في الجهة الشمالية الغربية للمدينة، ويحده من الغرب حي جنوب الثكنة، ومن الشرق حي المدينة، ومن الجنوب الشرقي حي المغيلة، أما من الشمال الغربي حي البرناوي، ومن الشمال نهر العاصي، ومن الشمال الغربي شير الجراجمة، ومن الجنوب حي باب قبلي. يطل الحي على أجمل مناظر حماة وهو نهر العاصي وقلعة حماة والنواعير والبساتين، وفيه مسجد وحيد وهو جامع السرجاوي.

## أصل التسمية
ذكر البلاذري (ت 892) الذي يقول في كتابه فتوح البلدان: 
| حي الجراجمة (حماة) | الجراجمة هم أهالي جرجومة وهي مدينة في جبل اللكام (الجبل الأسود أو الأمانوس) بين بياس وبوقا | حي الجراجمة (حماة) |

أخذ الحيّ اسمه من المكان الذي جاء منه أهل الحيّ، ووردت تسميتهم بالمصادر السريانية والعربية بـ"الجراجم"